# Oelsen (Adelsgeschlecht)

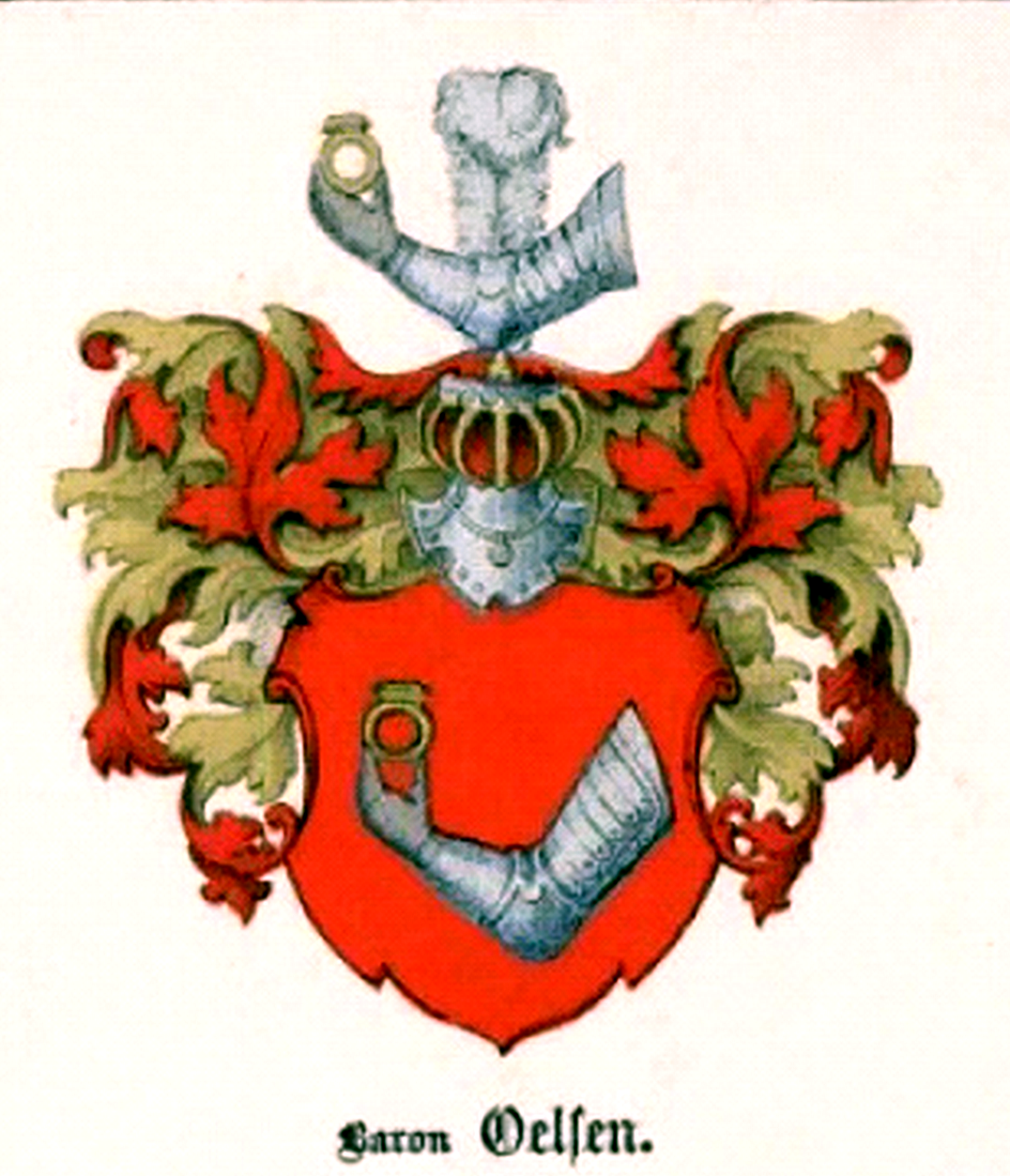
Wappen derer von Oelsen im Baltischen Wappenbuch

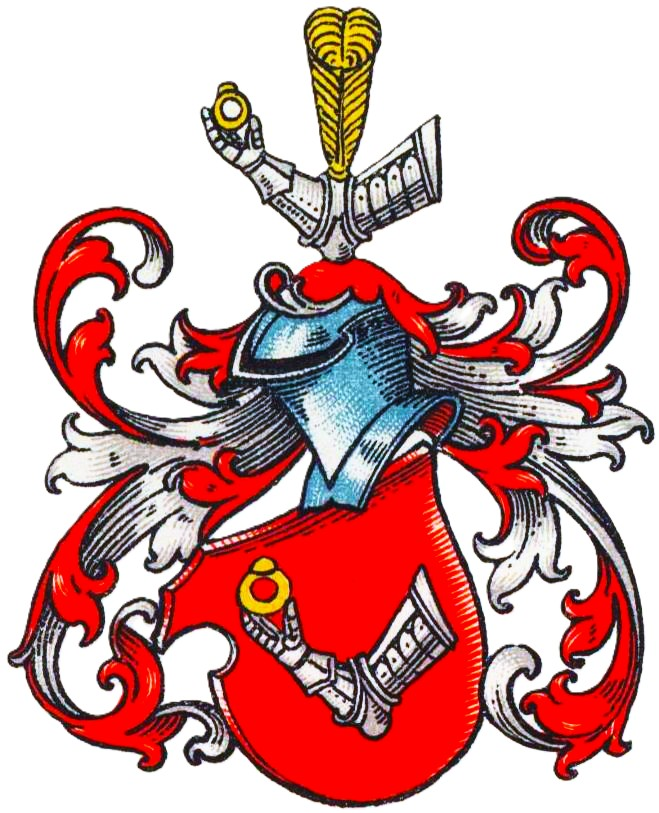
Wappen derer von Oelsen im Wappenbuch des Westfälischen Adels

Oelsen ist der Name eines preußisch-baltischen Adelsgeschlechts, dessen Ursprung bis in das 13. Jahrhundert zurück reicht.

## Geschichte
In zeitgenössischen Urkunden fand man den Namen überwiegend als Ulsen geschrieben, hin und wieder auch Olsen, Ulsen oder Uelsen. Die geographische Einordnung reicht von Uelzen über Lübeck bis Schwerin. Früher noch als in Preußen trat das Geschlecht in Estland auf: erstmals 1259 mit dem dänischen Vasallen Christianus de Olsen. Ihm folgten 1275 der Ritter Henricus de Ulsen und 1287 Odwardus de Ulsen. 1325 siegelte Henricus de Ulse (Henricus de Ulcen), ein Vasall im livländischen Wierland, mit einem geharnischten Arm, der einen Ring hält.

## Livländisches Adelsgeschlecht
Nochmals in Preußen trat als erster 1296 der Ritter Theodoricus de Ulsen als Vasall des Bischofs Eberhard von Neisse von Ermland auf. Im Bistum Ermland wurde die Familie im 14. und 15. Jahrhundert reich begütert und breitete sich schnell aus. 1538 machte sich aus diesem Familienzweig Dionysius Oelsen im Schujenschen Distrikt des livländischen Ordensgebietes zum Gutsbesitzer, er kaufte ein Gesinde Duxten nebst einer Wiese. 1539 wurde der Besitz bestätigt und ab 1540 erweitert. Die Besitzungen erbte Dionysius’ Sohn Barthold, der 1571 den angrenzenden Kayenhof erwarb, seine Söhne Johannes und Dionysius II. erhielten 1599 von Warschau die Zuerkennung der Güter.

## Mitglied in der Kurländischen Ritterschaft
Dionysius II., der kurfürstlich Brandenburgischer Hauptmann zu Ortelsburg in Preußen, gelang durch seine zweite Ehe mit Margaretha von Tiesenhausen, der Witwe des kurländischen Kanzlers Georg von Tiesenhausen, der Weg nach Kurland. Er kaufte von der Familie Medem Gut Gemauerthof mit Schwethof, das zum Stammsitz der Familie werden sollte. Er wurde als Landmarschall Mitglied der kurländischen Regierung und am 17. Oktober 1620 erfolgte der Eintrag in die kurländische Ritterschaft. Gemauerthof wurde an Dionysius III. übertragen, von dessen Söhnen setzte Ernst Bernhard auf Gemauerthof den kurländischen Stamm fort, während Dionysius IV. Albrecht die preußischen Güter erbte.

## Stammlinie und Angehörige
Baltikum
- Dionysius I. (1538–1564), Herr auf Duxten und Germus (Livland) ⚭ Margaretha von Schwarzkopf
  - Barthold († 1577), Herr auf Kayenhof ⚭ Gertrud Gutzleff (1550–1602)
    - Dionysius II. (1592–1627), Herr auf Germus und Kayenhof, sowie Gemauerthof ⚭ Margarethe von Königeck, verw. von Tiesenhausen
    - Dionysius III. (1619–1663), Herr auf Gemauerthof, Amtshauptmann zu Ortelsburg ⚭ Maria von Schlieben (1621–1682)
      - Dionysius IV. Albrecht (1677–1724), Kapitän setzte die preußische Linie fort.
      - Ernst Bernhard (1677–1725), Herr auf Gemauerthof, dänischer Oberst, Semgallischer Obereinnehmer ⚭ Anna Catharina Wigandt † 1710 oder 1717
        - Ernst Dionysius († 1753), Herr auf Gemauerthof ⚭ Dorothea Johanna von Brucken-Fock
        - Friedrich Johann (1686–1763), Hessisch-Kasselscher Kapitän, Herr auf Gemauerthof ⚭ Agnesa Juliana von Grotthus (1707–1783)
          - Christian Ernst von Oelsen (1729–1787), Herr auf Gemauerthof, Landhofmeister ⚭ Elisabeth Charlotte von Nettelhorst (1747–1803)
            - Ernst Peter von Oelsen (1768–1804) Stammfolge A Haus Gemauerthof (Kurland) ⚭ Elisabeth Catharina von Buttlar (* 1778)
            - Otto Christian Friedrich von Oelsen (1770–1837) Stammfolge B Haus Pahzen-Feldhof (Lettland) ⚭ Henriette Friedericke von Drachenfels
            - Freiherr Johann Christian Magnus (1775–1848) Stammfolge C Haus Vietnitz in der Neumark (Kreis Königsberg Nm.) ⚭ Charlotte Friedericke, Tochter des Landesrats Wilhelm Ludwig von Sydow
            - Carl Ludwig Dionysius (1783–1836) ⚭ Anna Amalie von Grotthus, im männlichen Stamme ausgestorben.

Preußen
- Johann Christian Magnus von Oelsen (1775–1848), 1816–1819 preußischer Gesandter im Königreich Sachsen

## Wappen
Blasonierung: In Rot ein silberner geharnischter, von Rechts kommender Arm, der einen goldenen Ring in der Hand hält. Auf dem Helm mit rot-silbernen (oder rot-goldenen) Helmdecken der Arm, aus dessen Gelenk eine goldene Straußenfeder hervorgeht. 